# Segrest del Boeing 727 Asturias
El 14 de març de 1977, el ciutadà italìà Luciano Porcari va segrestar un Boeing 727 d'Iberia que s'havia enlairat de l'aeroport de Barcelona amb destí a Palma amb altres 36 persones a bord i va obligar a portar-lo a Abidjan, a la Costa d'Ivori, havent de fer escala a Orà per respostar combustible. Porcari ja havia segrestat un avió en 1973. Va exigir un rescat de 140.000 dòlars i el retorn de la seva filla petita, que vivia a Costa d'Ivori. Aleshores va ordenar el vol del Boeing 727 a Casablanca, al Marroc, però se li va negar el permís per aterrar-hi i l'avió va continuar cap a Sevilla. Posteriorment va aterrar a Torí, Zúric, Varsòvia i, de nou, Zuric. Dimecres 16 al matí els agents de policia van aconseguir pujar a l'avió fent-se passar per una nova tripulació. Els quinze passatgers que encara eren a bord de l'avió foren allibarats sans i estalvis però durant la seva detenció, Porcari va resultar ferit a la cama.

## Conseqüències
Un tribunal de Zúric va condemnar Porcari de 38 anys a deu anys de presó el 25 de gener de 1979.